# Robert Fadel
Pour les articles homonymes, voir Fadel.
Robert Fadel, né le 12 janvier 1970 à Tripoli (Liban), est activiste et philanthrope, il est également un ancien homme politique et chef d’entreprise au Liban.

## Activités sociales
Robert Fadel est un négociateur politique et privé expérimenté. Il a assisté à la conférence de Taëf qui a mis fin à la guerre civile au Liban. Il a également participé en tant que député libanais au Dialogue National afin d'empêcher la reprise de la guerre civile pendant la crise constitutionnelle qui a suivi la vacance du poste de chef de l'État (2015-2016).
À la suite de l'effondrement de l'économie libanaise et des manifestations de 2019, Fadel a travaillé avec une coalition de partis d'opposition et d'acteurs de la société civile pour développer une alternative politique aux partis traditionnels du Liban.
Robert Fadel a également été membre du conseil d'administration de l'International Crisis Group. Il a travaillé avec son président pour soutenir plusieurs efforts de dialogue visant à prévenir ou désamorcer les conflits régionaux et internationaux, notamment la crise politique et constitutionnelle du Venezuela en 2019. Il a également participé à des réunions de dialogue informel entre l'Arabie saoudite et l'Iran en présence d'autres puissances régionales et internationales, pour désamorcer la crise régionale.
Crisis group est une ONG internationale de premier plan ayant pour but la prévention et la résolution des conflits.

## Carrière professionnelle
Robert Fadel a été président-directeur général du groupe  ABC de 2009 à 2017, le leader des centres commerciaux et de la distribution au Liban (www.abc.com.lb), dont il reste l'un des principaux actionnaires.
L’université de Harvard a publié une étude qui résume son experience de chef d’une entreprise familiale sous le titre “From Beirut with Love” 
Avant de rejoindre ABC, Robert Fadel a travaillé comme consultant à Boston et à Paris au Monitor Group Deloitte, une firme mondiale de conseil en stratégie d'affaires et des conseils aux gouvernements.

## Fonctions politiques
M. Fadel a été député indépendant au Parlement Libanais (2009-2016). Il a démissionné en 2016 pour protester contre l’absence de réformes et la corruption endémique. Il était le premier député à démissionner avant l’effondrement économique et social de 2019.

## Informations personnelles
Fadel est titulaire d'un diplôme de maîtrise en finance et en économie de l'Institut d'études politiques de Paris et d'un diplôme d'études supérieures en administration publique de l'ENA, l’Ecole Nationale d’Administration .
M. Fadel a présidé l'Association mondiale des anciens de l'école en 2000, il a également contribué à la création d'une école ENA au Liban.
Robert Fadel est également co-auteur de «Regards sur la France» (Seuil 2007).
Il a trois enfants, et a été marié à Hala Frangié (divorce en 2021).